# 梅蘇德二世
梅蘇德二世（阿拉伯語：غياث الدين مسعود بن كيكاوس、Ghīyāth al-Dīn Mas'ūd bin Kaykā'ūs）在1284年至1308年間兩度出任塞爾柱魯姆蘇丹國蘇丹。他是蒙古人的附庸，不能行使實權。歷史並沒有交代他的最後命運。
他是凱考斯二世的長子，年輕時曾在克里米亞流亡，也在拜占庭帝國首都君士坦丁堡生活過一段時間。1280年，他作為王位顗覦者在安那托利亞現身。1284年，新任的伊兒汗國蘇丹貼古迭兒廢黜及處死了凱霍斯魯三世，以梅蘇德二世取代其位。貼古迭兒的繼任者阿魯渾將塞爾柱的土地分割，將科尼亞及蘇丹國的西半部賜給凱霍斯魯三世的兩名兒子。梅蘇德二世起兵進犯，殺死兩人，在1286年攻佔科尼亞。
他對一些土耳其公國發動了多次戰爭，經常都代表蒙古人，甚至有蒙古軍隊的參與。當中最著名的是1286年對蓋爾米揚（Germiyan）的遠征。蓋爾米揚是一個好戰的部族，可能是庫爾德人及土庫曼人的祖先。梅蘇德二世在維齊爾及政治家薩希卜·阿塔（Sâhib Ata）的陪同下發動戰爭。蓋爾米揚雖然不能取得甚麼勝利，但機動性強的蓋爾米揚仍能在區內保留一支重要的軍隊。梅蘇德二世及其蒙古盟友同樣對卡拉曼侯國及艾休雷夫魯（Eşrefoğlu）發動了類似的徒勞遠征。
1297年，當時正處於陰謀詭計及叛亂對抗伊兒汗國頻生的環境。蒙古官員及土庫曼的權勢都牽涉在內。倒楣的梅蘇德二世都被捲入一場對抗伊兒汗國的陰謀，梅蘇德二世被褫奪王位及被幽禁在大不里士。他被凱庫巴德三世取代，凱庫巴德三世很快就被捲入另一宗相似的陰謀裡，終被合贊處決。梅蘇德二世得以在1303年重新執政。
約1306年，梅蘇德二世在歷史文獻裡消失得無影無蹤。